# 김어준의 겸손은 힘들다 뉴스공장
김어준의 겸손은 힘들다 뉴스공장은 대한민국의 언론인 김어준이 2023년 1월 9일부터 시작한 범민주 성향 유튜브 채널 및 방송이다. TBS에서 진행되던 김어준의 뉴스공장을 이어받았다.

## 매일 코너
- 김어준 생각[4]
- 겸손 브리핑[5][6]: 권민정 전 내외경제TV 아나운서[7]
- 공장 인터뷰

## 주간 코너

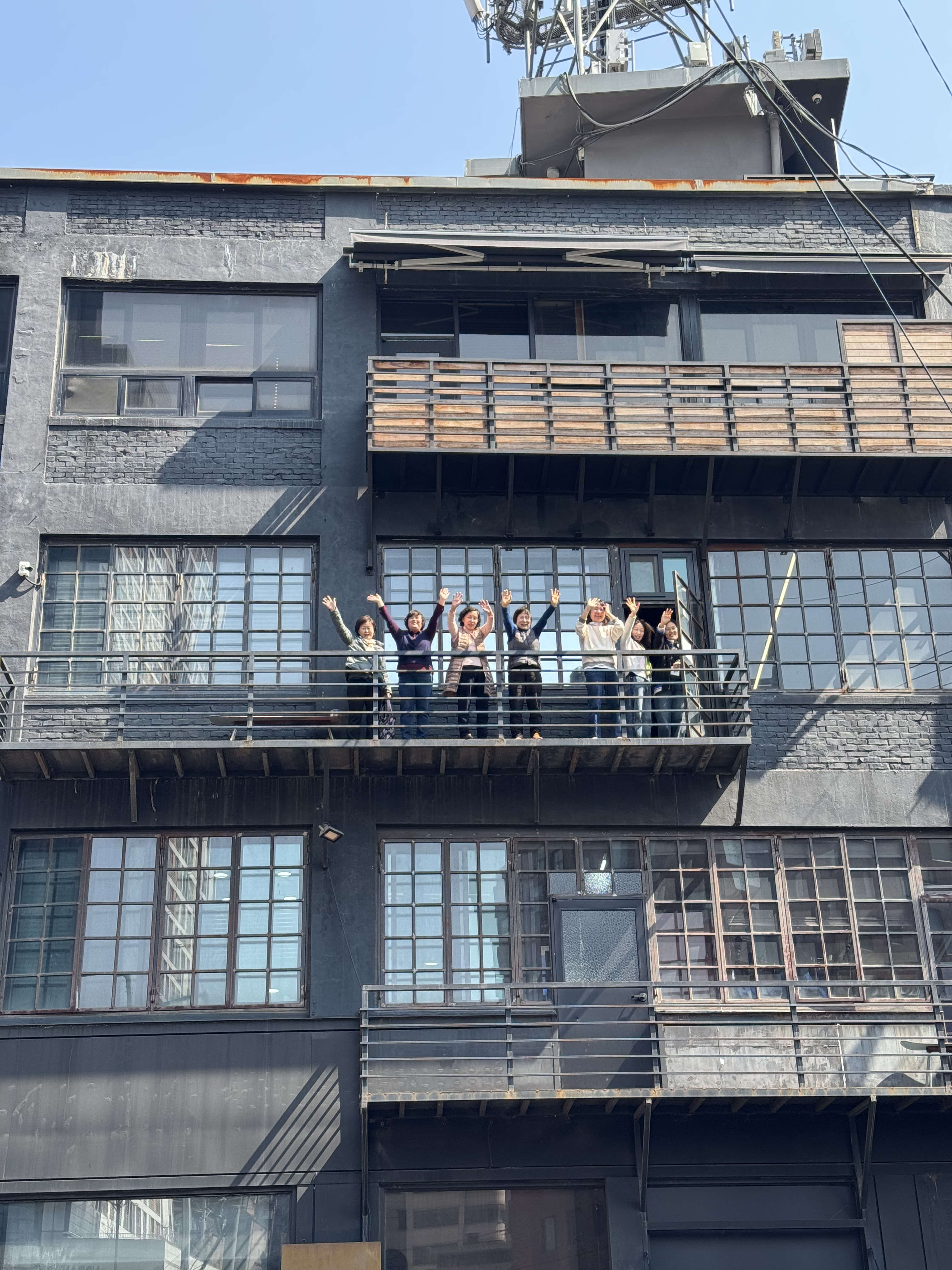
뉴스공장이 진행되는 벙커1 건물

고정된 요일에 주로 진행하지만 사전 공지없이 아래 사유로 방송 당일 썸네일과 더보기에서 확인이 필요하다. 
 1. 주요 이슈나 출연자 사정에 따라 다른 요일에도 하는 경우 
 2. 1주일에 2회 이상을 하는 경우 
 3. 출연자 일부만 출연하는 경우 
 4. 전화 연결을 하는 경우 
 5. 개인 사정상 불참하거나 다른 인물이 출연하는 경우 
 6. 코너 순서가 변경되는 경우 
 7. 코너 자체가 당일 편성에서 제외되거나 다른 코너로 대체되는 경우 
 8. 긴급 사태로 일부 주간 코너가 중단되어 폐지되는 경우 
 9. 유명인사가 당일 주간 코너, 공장 인터뷰 모두 출연하는 경우(예, 유시민 작가)
- 월요일
  - 여론조사: 박시영 주식회사 박시영 대표, 이택수 리얼미터 대표
  - 동네사람들: 일리야 벨라코프(러시아), 알파고 시나씨(튀르키예), 정새미(이집트), 쥰키(중국), 율리아(핀란드), 로즈(프랑스), 서간드(이란), 일라이다(독일), 카잉(미얀마), 오네게(카자흐스탄), 조셉(미국), 모노미(몽골), 케이디(오스트리아)
- 화요일
  - 주식아가방: 박시동 경제평론가, 이광수 명지대학교 테크노아트대학원 실물투자분석학과 겸임교수·광수네복덕방 대표
  - 겸손공장[9]: 김아영 까이에 대표, 최충훈 두칸 대표, 신혜영 분더캄머 대표, 이청청 라이 대표
- 수요일
  - 겸손NSC[10]: 정세현 전 통일부장관(북한), 김준형 조국혁신당 국회의원·전 국립외교원장(외교·미국), 김희교 광운대학교 동북아문화산업학과 교수(중국), 호사카 유지 세종대학교 대우교수(일본), 제성훈 한국외국어대학교 노어과 교수(러시아), 이희수 성공회대학교 석좌교수·이슬람문화연구소장(중동)
  - 영화공장 : 이명세 영화감독[11], 윤성은 영화평론가, 거의없다 영화유튜버
- 목요일
  - 독서클럽: 정혜승[12] 북살롱 오티움 대표·전 청와대 디지털소통센터장
  - 스포츠공장: 박문성 축구 해설위원, 박동희 야구 전문기자, 홍정기 차의과학대학교 스포츠의학대학원 원장, 임향기 포스처필라테스 원장[13]
- 금요일
  - The살롱[14]: 전우용 역사학자·한양대학교 동아시아연구소 연구교수, 김태형 심리학자·심리연구소 <함께> 소장, 류근 시인, 임지연 미학자·홍익대학교 미학과 초빙교수
  - 금요음악회: 장르 불문 형식 파괴! 고품격 음악회

## 수시 코너
- 퍼니포[15]: 홍사훈 전 KBS 기자, 주진우 시사IN 편집위원, 노영희 변호사, 신용한 전 서원대학교 석좌교수

## 일일공장장
2023년
- 7월 10일 변상욱 전 CBS 대기자, 안귀령 전 YTN 앵커·대한민국 대통령실 부대변인[16]
- 7월 11일 강유정 전 더불어민주당 국회의원·대한민국 대통령실 대변인, 류근 시인[17]
- 7월 12일 양지열 변호사, 거의없다 영화유튜버[18]
- 7월 13일 박태웅 한빛미디어 이사회 의장, 박시동 경제평론가
- 7월 14일 탁현민 전 청와대 의전비서관

2024년
- 6월 20일 안귀령 전 YTN 앵커·대한민국 대통령실 부대변인
- 6월 21일 탁현민 전 청와대 의전비서관
- 6월 24일 신장식 변호사·조국혁신당 국회의원
- 6월 25일 홍사훈 전 KBS 기자
- 6월 26일 이재석 전 KBS 기자
- 6월 27일 안귀령 전 YTN 앵커·대한민국 대통령실 부대변인
- 6월 28일 신장식 변호사·조국혁신당 국회의원
- 7월 1일 이재석 전 KBS 기자
- 7월 2일 변상욱 전 CBS 대기자
- 9월 19일 양지열 변호사
- 9월 20일 양지열 변호사
- 12월 4일 이재석 전 KBS 기자(1부), 홍사훈 전 KBS 기자(2부)[19]
- 12월 5일 홍사훈 전 KBS 기자(1부), 주진우 시사IN 편집위원(2부)[20]

2025년
- 4월 9일 양지열 변호사
- 4월 10일 양지열 변호사
- 4월 11일 양지열 변호사
- 4월 14일 임경빈 작가, 오창석 방송인[21]
- 4월 15일 임경빈 작가, 오창석 방송인

이중에서 강유정, 양지열, 거의없다, 박태웅, 신장식은 TBS 김어준의 뉴스공장에서도 일일공장장을 한적이 있다.

## 자체 제작 정규프로그램
- 홍사훈쑈[22](2023년 12월 1일~ 방송 중)
- 탁현민의 오바타임·탁현민의 더뷰티풀[23](시즌 1: 2023년 12월 8일~2024년 4월 19일, 시즌 2: 2024년 10월 11일~ 방송 중)
- 이렇게 된 마당에 주기자 라이브[24](시즌 1: 2024년 3월 11일~5월 15일, 시즌 2: 2024년 9월 3일~ 방송 중)
- 류밀희의 텐밀희[25](시즌 1: 2024년 4월 30일~6월 18일, 시즌 2: 2024년 9월 10일~10월 29일, 시즌 3: 2024년 12월 25일~2025년 2월 25일, 시즌 4[26]: 2025년 5월 20일~7월 10일)
- 이재석의 내그럴줄알았다·이재석의 겸공특보[27](2024년 6월 3일~ 방송 중)
- 겸공뉴스특보[28](2024년 12월 4일~2025년 4월 4일)

## 겸손방송국 진행 언론인
- 류밀희(전 TBS 기자)
- 안귀령(전 YTN 앵커·대한민국 대통령실 부대변인)
- 홍사훈(전 KBS 기자)
- 이재석(전 KBS 기자)
- 주진우(시사IN 편집위원)[29]
- 박현광(전 뉴스토마토 기자)[30]
- 김묘성(전 Y-STAR 기자)
- 권민정(전 내외경제TV 아나운서)